# Carl Barât

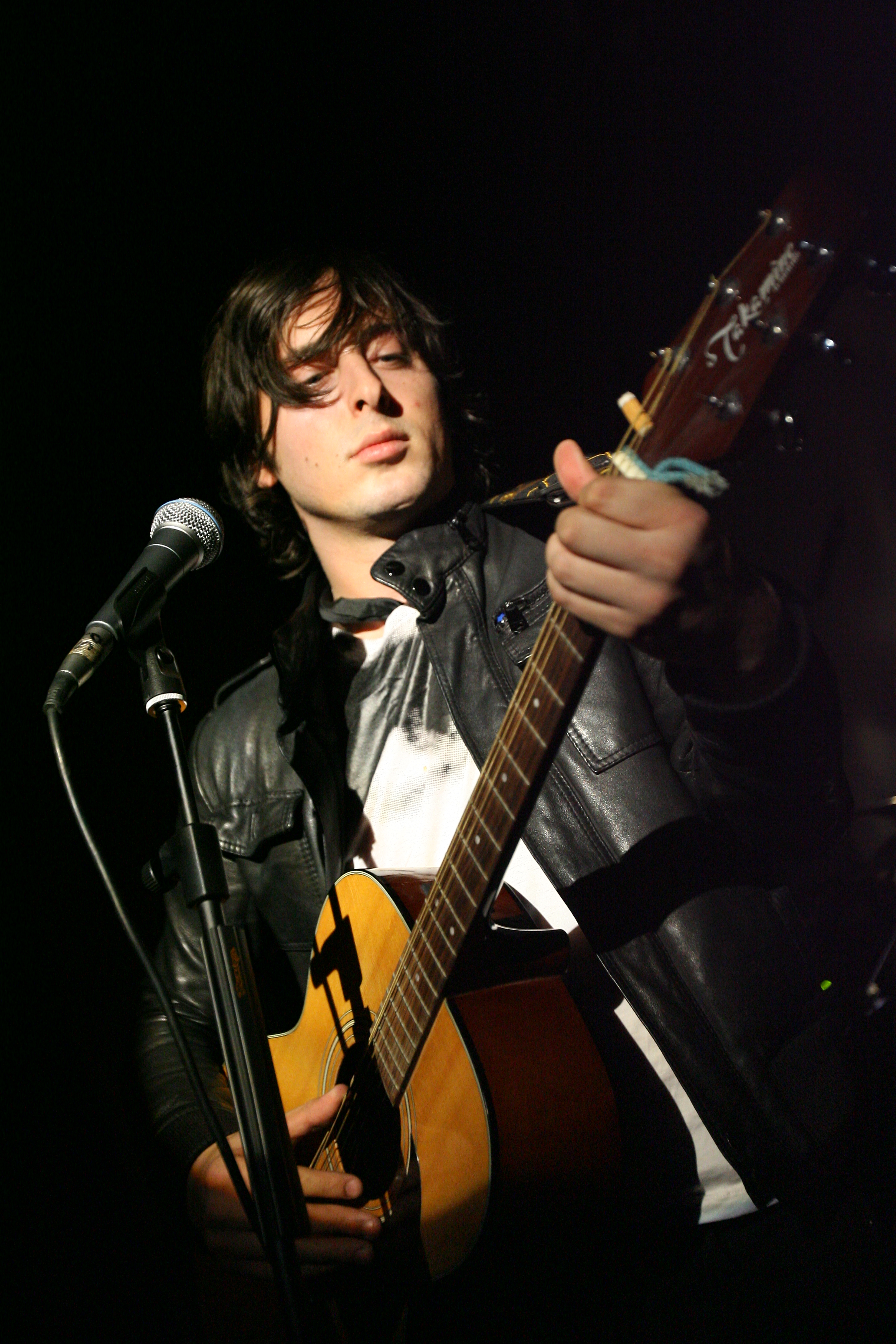
Carl Barât

Carl Ashley Raphael Barât (Basingstoke, 6 juni 1978) is een Engelse zanger en gitarist. Hij leidde van 2005 tot 2008 de band Dirty Pretty Things. Daarvoor was hij samen met Pete Doherty de leadzanger en gitarist van The Libertines.

## Biografie
Barât groeide op in Whitchurch samen met zijn zus Lucie. Een deel van zijn jeugd speelde zich af bij zijn moeder in Somerset, waar zij woonde. Barât ging na zijn middelbare school naar Brunel University om (drama)toneel te studeren. Daar ontmoette hij Pete Doherty, met wie hij een sterke vriendschap opbouwt. Barât en Doherty besluiten een band op te richten onder de naam The Libertines. Bassist John Hassall en drummer Gary Powell maakten de groep compleet.
In 2002 kwam het eerste album van The Libertines uit, Up the Bracket. De band raakte in een snel tempo bekend in Engeland. Opvallend was de chemie tussen Barât en Doherty: bij optredens deelden ze vaak samen een microfoon. Ook kwamen de twee negatief in het nieuws als het soms uitliep tot een gevecht tussen de twee. Wat ook meespeelde was de drugsverslaving van Doherty waardoor Barât uiteindelijk gedwongen was om Doherty uit de band te zetten. Toen Doherty hoorde dat de overige 3 bandleden naar Japan waren vertrokken voor enkele optredens, roofde Doherty enkele objecten uit het appartement van Barât. Doherty moest hiervoor de gevangenis in. Na zijn vrijlating probeerden de bandleden het weer op te pakken maar de relatie tussen Barât en Doherty was onherstelbaar. Tijdens de opnamen van het tweede album The Libertines moesten bodyguards voorkomen dat de twee elkaar in de haren zouden vliegen. Doherty werd wederom uit de band gezet en Barât ging nog enkele optredens door totdat hij een eind maakte aan The Libertines.
Behalve dat Barât genoeg had van de band, kampte hij ook met gezondheidsproblemen. In 2005 moest Barât onder het mes om een tumor achter het oor te verwijderen.
Barât en Gary Powell gingen samen verder met een nieuwe band: Dirty Pretty Things. De tweede gitarist voor de band werd Anthony Rossomando, de man die Doherty al eerder verving bij The Libertines. Als vierde lid werd gekozen voor Didz Hammond (ex-Cooper Temple Clause). In mei 2006 brachten zij hun eerste album uit: Waterloo to Anywhere. Na de uitgave van het tweede album Romance at Short Notice viel de band uiteen.
Tegenwoordig toert hij solo met zijn eigen Album Carl Barât. Hierbij wordt hij begeleid door zijn broer Olie Barât. Hier gebruikt hij ook een compleet andere bezetting, zoals een cello en een contrabas.

## Discografie

### MetThe Libertines
- Up the Bracket (2002)
- The Libertines (2004)

### MetDirty Pretty Things
- Waterloo to Anywhere (2006)
- Romance at Short Notice (2008)

### Solo
- Carl Barât (2010)